# Milan Gulaš
Milan Gulaš, född 30 december 1985, är en tjeckisk professionell ishockeyspelare som för närvarande spelar för  HC Plzen i  tjeckiska Extraliga.

## Spelarkarriär
Milan Gulaš moderklubb är Ceske Budejovice. Inför säsongen 2004/2005 lämnade han Tjeckien för spel i Nordamerika och USHL. Redan nästföljande säsong var han tillbaka i Tjeckien. Säsongen 2012/2013 svarade han för 27 mål och 55 poäng för HC Plzen i den tjeckiska högstaligan. Totalt har han spelat 338 matcher i högsta tjeckiska ligan och producerat 207 poäng. Inför säsongen 2013/2014 värvades han av KHL-laget Metallurg Magnitogorsk. I november 2013 skrev Gulaš på ett kontrakt med SHL-laget Färjestad BK, för vilka han gjorde mål i sin debutmatch mot HV71 den 29 november 2013. Han noterades för 23 poäng på 26 spelade matcher under grundserien. I februari 2014 förlängde han sitt kontrakt med ytterligare två år i klubben. Säsongen 2014/2015 gjorde han 40 poäng (varav 20 mål) på 53 spelade matcher. Påföljande säsong svarade han för ytterligare en poängstark säsong, 45 poäng (varav 20 mål) på 51 spelade matcher.
I juni 2016 blev det officiellt att han skrivit på ett ettårskontakt (artistkontrakt) med Färjestad. Säsongen 2016/2017 gjorde han totalt 30 poäng (varav 8 mål) på 47 grundseriematcher för Färjestad. I slutspelet samma år noterades han för 4 poäng på 7 matcher. 
I maj 2017 skrev han på ett treårskontrakt med tjeckiska klubben HC Plzen.